# Filip (Vorname)
Filip ist eine Variante des männlichen Vornamens Philipp. Bei den West- und Südslawen – in Deutschland vertreten durch die Sorben – sowie in Skandinavien ist es die gebräuchlichste Variante des Namens.

## Namensträger
- Karl Filip von Schweden (1601–1622), schwedischer Prinz und Herzog von Södermanland, Närke und Värmland

### A
- Filip Adamski (* 1983), deutscher Ruderer
- Filip Adwent (1955–2005), polnischer Politiker, Abgeordneter des Europäischen Parlaments
- Filip Albrecht (* 1977), deutsch-tschechischer Textdichter, Musikproduzent und Medienmanager
- Filip Ambrož (* 2003), kroatischer Fußballspieler
- Filip Fjeld Andersen (* 1999), norwegischer Biathlet
- Filip Antovski (* 2000), nordmazedonischer Fußballspieler
- Filip Apelstav (* 1971), schwedischer Fußballspieler

### B
- Filip Bajon (* 1947), polnischer Filmregisseur und Autor
- Filip Bandžak (* 1983), tschechischer Opernsänger (Bariton)
- Filip Barovic (* 1990), montenegrinischer Basketballspieler
- Filip Bačkulja (* 2002), serbischer Fußballspieler
- Filip Benković (* 1997), kroatischer Fußballspieler
- Filip Bergevi (* 1994), schwedischer Tennisspieler
- Filip Bilbija (* 2000), deutscher Fußballspieler
- Filip Bondarenko (1905–1993), ukrainischer Schachkomponist
- Filip Borowski (* 2003), polnischer Fußballspieler
- Filip Borsos (* 2000), ungarischer Fußballspieler
- Filip Bradarić (* 1992), kroatischer Fußballspieler
- Filip Bundgaard (* 2004), dänischer Fußballspieler
- Filip Burkhardt (* 1987), polnischer Fußballspieler

### C
- Filip Chlup (* 1985), tschechischer Fußballspieler
- Filip Chytil (* 1999), tschechischer Eishockeyspieler

### D
- Filip Daems (* 1978), belgischer Fußballspieler
- Filip Dagerstål (* 1997), schwedischer Fußballspieler
- Filip Danielsson (* 1996), schwedischer Skilangläufer
- Filip De Man (* 1955), flämischer Politiker und Journalist
- Filip De Wilde (* 1964), belgischer Fußballtorhüter
- Filip Delaveris (* 2000), norwegischer Fußballspieler
- Filip Jakob Demšar (* 2000), slowenischer Hürdenläufer
- Filip Dewinter (* 1962), belgischer Politiker
- Filip Dewulf (* 1972), belgischer Tennisspieler
- Filip Dimitrow (* 1955), bulgarischer Schriftsteller, Diplomat, Politiker und Ministerpräsident
- Filip Ditzel (* 1985), tschechischer Bahnradsportler
- Filip Dmitrović (* 1995), serbischer Fußballtorwart
- Filip Đorđević (* 1987), serbischer Fußballspieler
- Filip Dort (* 1980), tschechischer Fußballspieler
- Filip Drljepan (* 2003), österreichischer Fußballspieler
- Filip Drzewiecki (* 1984), polnischer Eishockeyspieler
- Filip Đuričić (* 1992), serbischer Fußballspieler
- Filip Dylewicz (* 1980), polnischer Basketballspieler

### E
- Filip Eidsheim (* 1990), norwegischer Bahn- und Straßenradrennfahrer
- Filip Ericsson (1882–1951), schwedischer Segler

### F
- Filip Faletar (* 1995), kroatisch-österreichischer Fußballspieler
- Filip Federič (* 2004), slowakischer Leichtathlet
- Filip Filipović (* 1987), serbischer Wasserballspieler
- Filip Fischer (* 1981), schwedischer Snowboarder
- Filip Flisar (* 1987), slowenischer Freestyle-Skier
- Filip Florian (* 1968), rumänischer Schriftsteller
- Filip Forsberg (* 1994), schwedischer Eishockeyspieler
- Filip Frei (* 2001), schweizerisch-serbischer Fußballspieler

### G
- Filip Gavenda (* 1996), slowakischer Volleyballspieler
- Filip Gavranović (* 1991), kroatischer Handballspieler
- Filip Geljo (* 2002), kanadischer Schauspieler
- Filip Geltz (1901–1994), rumänischer Politiker
- Filip Glavaš (* 1997), kroatischer Handballspieler
- Filip Glova (* 1988), slowakischer Fußballschiedsrichter
- Filip Goloschtschokin, russischer Bolschewik
- Filip Gravenfors (* 2004), schwedischer Freestyle-Skier
- Filip Grgić (* 1989), kroatischer Taekwondokämpfer
- Filip Gustavsson (* 1998), schwedischer Eishockeytorwart

### H
- Filip Haag (* 1961), Schweizer Künstler
- Eli Filip Heckscher (1879–1952), schwedischer Wirtschaftshistoriker
- Filip Helander (* 1993), schwedischer Fußballspieler
- Filip Hjulström (1902–1982), schwedischer Geograph und Geomorphologe
- Filip Hlúpik (* 1991), tschechischer Fußballspieler
- Filip Holender (* 1994), ungarischer Fußballspieler
- Filip Hološko (* 1984), slowakischer Fußballspieler
- Filip Horanský (* 1993), slowakischer Tennisspieler
- Filip Hrgović (* 1992), kroatischer Profiboxer im Schwergewicht
- Filip Hronek (* 1997), tschechischer Eishockeyspieler

### I
- Filip Ingebrigtsen (* 1993), norwegischer 1500-Meter-Läufer
- Filip Ivanovski (* 1985), nordmazedonischer Fußballspieler
- Filip Ivić (* 1992), kroatischer Handballspieler

### J
- Filip Jarota (* 2001), polnischer Squashspieler
- Filip Jazvić (* 1990), kroatischer Fußballspieler
- Filip Cristian Jianu (* 2001), rumänischer Tennisspieler
- Filip Jícha (* 1982), tschechischer Handballtrainer und -nationalspieler
- Filip Johansson (1902–1976), schwedischer Bandy- und Fußballspieler
- Filip John (* 2001), deutscher Volleyball- und Beachvolleyballspieler
- Henrik Filip Johnsen (1717–1779), schwedischer Komponist
- Filip Jörgensen (* 2002), dänisch-schwedischer Fußballtorwart

### K
- Filip Kaczmarek (* 1966), polnischer Politiker der Bürgerplattform
- Filip Kafka (* 1982), slowakischer Skispringer
- Filip Kaloč (* 2000), tschechischer Fußballspieler
- Filip Karfík (* 1963), tschechischer Philosoph und Philosophiehistoriker
- Filip Karin (* 1997), Schweizer Tischtennisspieler
- Filip Karlsson (* 2001), Schweizer Unihockeyspieler
- Filip Kasalica (* 1988), montenegrinischer Fußballspieler
- Filip Kiss (* 1990), slowakischer Fußballspieler
- Filip Klapka (* 1981), tschechischer Fußballspieler
- Filip Kliszczyk (* 1977), polnischer Handballspieler
- Filip Komorski (* 1991), polnischer Eishockeyspieler
- Filip Kontak (* 1990), kroatischer Skilangläufer und Biathlet
- Filip Kosi (* 2004), slowenischer Fußballspieler
- Filip Kostić (* 1992), serbischer Fußballspieler
- Filip Kozina (* 2002), kroatischer Leichtathlet
- Filip Krajcik (1955–2001), österreichischer Tennisspieler und -trainer
- Filip Krajinović (* 1992), serbischer Tennisprofi
- Filip Krämer (* 1992), österreichischer Basketballspieler
- Filip Kriwiraltschew (1932–2019), bulgarischer Nationaltrainer im Ringkampf
- Filip Krstić (* 1988), deutsch-serbischer Fußballspieler
- Filip Kuba (* 1976), tschechischer Eishockeyspieler
- Filip Kubski (* 1987), polnischer E-Sportler
- Filip Kurto (* 1991), polnischer Fußballspieler
- Filip Kusić (* 1996), serbisch-deutscher Fußballspieler
- Filip Kutew (1903–1982), bulgarischer Komponist und Dirigent
- Filip Kuzmanovski (* 1996), mazedonischer Handballspieler

### L
- Filip Landsman (* 1990), tschechischer Eishockeytorwart
- Filip Lazarov (* 21. April 1985), nordmazedonischer Handballtrainer und -spieler
- Filip Leščak (* 1960), jugoslawisch-slowenischer Judoka
- Jan Filip Libicki (* 1971), polnischer Politiker
- Filip Zdeněk Lobkowicz OPraem (* 1954), tschechischer römisch-katholischer Priester, Prämonstratenser und Abt von Stift Tepl
- Filip Lončarić (* 1986), kroatischer Fußballtorhüter
- Filip Lukšík (* 1985), slowakischer Fußballspieler

### M
- Filip Maciejuk (* 1999), polnischer Radrennfahrer
- Filip Malbašić (* 1992), serbischer Fußballspieler
- Filip Marchwiński (* 2002), polnischer Fußballspieler
- Filip Marjanović (* 1989), serbischer Handballspieler
- Filip Matijašević (* 1996), kroatischer Fußballspieler
- Filip Meirhaeghe (* 1971), belgischer Mountainbiker und Straßenradsportler
- Filip Mešár (* 2004), slowakischer Eishockeyspieler
- Filip Mess (* 1976), deutscher Sportwissenschaftler und Hochschullehrer
- Filip Michajlow (* 1998), bulgarisch-nordmazedonischer Fußballspieler
- Filip Mihaljević (* 1992), kroatischer Fußballspieler
- Filip Mihaljević (* 1994), kroatischer Leichtathlet
- Filip Minarik (1975–2023), tschechischer Jockey
- Filip Mirković (* 1988), serbischer Eishockeyspieler
- Filip Mirkulovski (* 1983), mazedonischer Handballspieler
- Filip Misolic (* 2001), österreichischer Tennisspieler
- Filip Mladenović (* 1991), serbischer Fußballspieler
- Filip Mrčić (* 1999), kroatischer Leichtathlet
- Filip Mrzljak (* 1993), kroatischer Fußballspieler
- Filip Müller (1922–2013), Überlebender des KZ Auschwitz-Birkenau

### N
- Filip Nalezinek (* 2003), tschechischer Fußballtorhüter
- Filip Novák (* 1982), tschechischer Eishockeyspieler
- Filip Novák (* 1990), tschechischer Fußballspieler

### O
- Filip Oreščanin (* 1992), kroatischer Eishockeyspieler
- Filip Oršula (* 1993), slowakischer Fußballspieler
- Filip Ospalý (* 1976), tschechischer Triathlet
- Filip Ostrowski (* 2001), polnischer Leichtathlet

### P
- Filip Palgut (* 1991), slowakischer Volleyballspieler
- Filip Palić (* 1979), kroatischer Leichtgewicht-Amateurboxer
- Filip Pavlović (* 1992), serbischer Radrennfahrer
- Filip Pavlović (* 1994), kroatisch-bosnischer Reality-TV-Darsteller und Schauspieler
- Filip Peeters (* 1962), belgischer Schauspieler
- Filip Peliwo (* 1994), polnisch-kanadischer Tennisspieler
- Filip Perić (* 1996), kroatischer Handballspieler
- Filip Petrušev (* 2000), serbischer Basketballspieler
- Filip Piotrowicz (* 1996), polnischer Schauspieler
- Filip Polášek (* 1985), slowakischer Tennisspieler
- Filip Pravdica (* 1995), kroatischer Leichtathlet
- Filip Prpic (* 1982), schwedischer Tennisspieler
- Filip Przybułek (* 2003), polnischer Fußballspieler

### R
- Filip Reisnecker (* 2001), deutsch-tschechischer Eishockeyspieler
- Filip Renč (* 1965), tschechischer Schauspieler, Drehbuchautor und Regisseur
- Filip Rězak (1859–1921), sorbischer Autor, Übersetzer und katholischer Pfarrer
- Filip Riska (* 1985), finnischer Eishockeyspieler
- Filip Ristanic (* 2004), österreichischer Fußballspieler
- Filip Rogić (* 1993), schwedisch-kroatischer Fußballspieler
- Filip Jan Rymsza (* 1977), polnisch-amerikanischer Filmemacher und Kurzgeschichtenautor

### S
- Filip Sachpekidis (* 1997), schwedischer Fußballspieler
- Filip Sakala (* 1996), tschechischer Skisportfunktionär und Skispringer
- Filip Salaquarda (* 1984), tschechischer Rennfahrer
- Filip Sasínek (* 1996), tschechischer Leichtathlet
- Filip Schnack (* 2001), deutscher Schauspieler
- Filip Šebesta (* 1995), tschechischer Dartspieler
- Filip Šebo (* 1984), slowakischer Fußballspieler
- Filip Škobalj (* 2002), serbischer Basketballspieler
- Filip Škvorc (* 1991), kroatischer Fußballspieler
- Filip Smoljan (* 1999), kroatisch-bosnischer Fußballspieler
- Filip Šnejdr (* 1995), tschechischer Mittelstreckenläufer
- Filip Špoljarec (* 1994), kroatischer Badmintonspieler
- Filip Springer (* 1982), polnischer Reporter und Fotograf
- Filip Stádník (* 1978), tschechischer Badmintonspieler
- Filip Stajic (* 2000), österreichischer Fußballspieler
- Filip Stanic (* 1998), deutscher Basketballspieler
- Filip Starzyński (* 1991), polnischer Fußballspieler
- Filip Starzyński (* 1993), polnischer Eishockeyspieler
- Filip Stevanović (* 2002), serbischer Fußballspieler
- Filip Stojak (* 2005), österreichischer Fußballspieler
- Filip Stojilković (* 2000), schweizerisch-serbischer Fußballspieler
- Filip Stojković (* 1993), montenegrinisch-serbischer Fußballspieler

### T
- Filip Taleski (* 1996), nordmazedonischer Handballspieler
- Filip Tapalović (* 1976), kroatischer Fußballspieler und -trainer
- Filip Topol (1965–2013), tschechischer Sänger, Songwriter und Pianist
- Filip Totju (1830–1907), bulgarischer Freiheitskämpfer
- Filip Trejbal (* 1985), tschechischer Skirennläufer
- Filip Trojan (* 1983), tschechischer Fußballspieler und -trainer
- Filip Tronêt (* 1993), schwedischer Fußballspieler
- Filip Trybom (1850–1913), schwedischer Zoologe und Fischerei-Inspektor
- Filip Twardzik (* 1993), tschechisch-deutscher Fußballspieler

### U
- Filip Ude (* 1986), kroatischer Turner
- Filip Ugran (* 2002), rumänischer Automobilrennfahrer
- Filip Ugrinić (* 1999), schweizerisch-serbischer Fußballspieler
- Filip Uremović (* 1997), kroatischer Fußballspieler

### V
- Filip Varejcka (* 2001), deutscher Eishockeyspieler
- Filip Veger (* 1994), kroatischer Tennisspieler
- Filip Višnjić (1767–1834), serbischer Poet, Lyriker und epischer Sänger
- Filip Vistorop (* 1998), kroatischer Handballspieler
- Filip Vujanović (* 1954), montenegrinischer Politiker, Präsident der Republik Montenegro

### Z
- Filip Zadina (* 1999), tschechischer Eishockeyspieler
- Filip Zawada (* 1975), polnischer Dichter, Musiker und Fotograf
- Filip Zubčić  (* 1993), kroatischer Skirennläufer